# Tockus camurus
Tockus camurus là một loài chim trong họ Bucerotidae.